# Lichen myxoedematosus
Lichen myxoedematosus, von altgriechisch λειχήν leichén, deutsch ‚Flechte‘, μύξα myxa, deutsch ‚Schleim‘, lateinisch mucus und ὁοίδημα oedema, deutsch ‚Schwellung‘, ist eine Gruppe sehr seltener Hautkrankheiten mit flechtenartigen Papeln und flächiger Verdickung und Verhärtung der Haut (Pachydermie).

## Klassifikation
Folgende Einteilung ist gebräuchlich:
- Generalisierte Form
  - Skleromyxödem
- Lokalisierte Form
  - Klassischer Lichen myxoedematosus
  - Akrale persistierende papulöse Muzinose
  - Selbst-heilende kutane Muzinose, juvenile und adulte Form
  - Muzinose kutane infantile Form
  - Nodulärer Typ
- Übergangsformen, gemischte oder atypische Formen